# 国土交通大臣杯全国離島交流中学生野球大会
国土交通大臣杯全国離島交流中学生野球大会（こくどこうつうだいじんはい ぜんこくりとうこうりゅうちゅうがくせいやきゅうたいかい）は、日本全国の離島に居住する中学生の野球チームによる、年1回開催される野球大会。通称「離島甲子園」。

## 概要
国土交通省の2008年度離島体験滞在交流促進事業の一環として、2008年7月25日から28日まで、東京都大島町において10自治体が参加して第1回大会が開催された。
長崎県対馬市を本拠にプロ野球OBによるチーム「まさかりドリームス」を結成して全国の離島を回るなど、離島での少年野球振興に取り組む村田兆治が大会提唱者であり、また大会名誉会長を務めた（2022年死去）。
大会は、トーナメント形式で優勝が争われるほか、まさかりドリームスとの交流試合が行われる。

## 歴史
村田兆治の提唱により、2004年3月1日に平成の大合併で合併し一島一市となった新潟県佐渡市、長崎県壱岐市、長崎県対馬市の3市の合併記念事業として、2005年夏に佐渡市で国土交通大臣杯離島交流中学生野球大会が開催された。
翌2006年は、当初予定されていた大会が台風のため中止となったものの、東京都大島町、鹿児島県屋久島町が加わり、関係者の熱意により11月に壱岐市で第2回大会が開催された。2007年には、東京都八丈町、島根県隠岐の島町が新たに加わり、対馬市で8月17、18日に第3回大会が開催された。
2008年から開催される国土交通大臣杯全国離島交流中学生野球大会は、従来の国土交通大臣杯離島交流中学生野球大会を発展させ、10自治体の参加のもと行われるものである。
2020年と2021年は新型コロナウイルスの感染拡大の影響により開催中止となった。
2022年は、新潟県佐渡市を会場に、22自治体から23チームが参加して3年ぶりに開催された。

### 参加自治体
2005年より
- 新潟県佐渡市（佐渡島）
- 長崎県壱岐市（壱岐島）
- 長崎県対馬市（対馬）

2006年より
- 東京都大島町（伊豆大島）
- 鹿児島県屋久島町（屋久島）

2007年より
- 東京都八丈町（八丈島）
- 島根県隠岐の島町（隠岐諸島島後島）

2008年より
- 北海道奥尻町（奥尻島）
- 東京都三宅村（三宅島）
- 鹿児島県中種子町（種子島）

2022年現在
- 北海道：礼文町
- 東京都：大島町、三宅村、八丈町
- 新潟県：佐渡市
- 島根県：隠岐の島町
- 広島県：大崎上島町
- 香川県：土庄町
- 愛媛県：上島町
- 長崎県：対馬市、壱岐市、五島市、新上五島町
- 鹿児島県：薩摩川内市、西之表市、中種子町 、屋久島町、奄美市、龍郷町
- 沖縄県：石垣市、宮古島市、竹富町

## 開催履歴
| 回数   | 年度   | 開催地                                       | 出場チーム数                                 | 優勝校                                                       | 決勝スコア                                   | 準優勝校                                       |
| ------ | ------ | -------------------------------------------- | -------------------------------------------- | ------------------------------------------------------------ | -------------------------------------------- | ---------------------------------------------- |
| 第1回  | 2008年 | 東京都大島                                   | 10チーム                                     | 西郷ジュニアベースボールクラブ（島根県隠岐の島町）           | -                                            | 伊豆大島選抜（東京都大島町）                   |
| 第2回  | 2009年 | 島根県隠岐の島                               | 16チーム                                     | 壱岐市選抜（長崎県壱岐市）                                   | -                                            | 伊豆大島選抜（東京都大島町）                   |
| 第3回  | 2010年 | 鹿児島県種子島                               | 17チーム                                     | 隠岐の島あんやらーず（島根県隠岐の島町）                     | 5-3                                          | 種子島中学校（鹿児島県西之表市）               |
| 第4回  | 2011年 | 愛媛県生名島                                 | 19チーム                                     | 久米島イーグルス（沖縄県久米島町）・KAMIJIMA（愛媛県上島町） | -                                            | 雨天のため両チーム優勝                         |
| 第5回  | 2012年 | 東京都八丈島                                 | 21チーム                                     | 隠岐の島あんやらーず（島根県隠岐の島町）                     | 2-1                                          | 久米島イーグルス（沖縄県久米島町）             |
| 第6回  | 2013年 | 長崎県壱岐島                                 | 22チーム                                     | 壱岐市選抜（長崎県壱岐市）                                   | 3-1                                          | 久米島イーグルス（沖縄県久米島町）             |
| 第7回  | 2014年 | 新潟県佐渡島                                 | 23チーム                                     | 種子島中学校（鹿児島県西之表市）                             | 3-1                                          | 対馬ヤマネコボーイズ（長崎県対馬市）           |
| 第8回  | 2015年 | 長崎県福江島                                 | 23チーム                                     | 福江中学校（長崎県五島市）                                   | 1-0                                          | 久米島イーグルス（沖縄県久米島町）             |
| 第9回  | 2016年 | 島根県隠岐の島                               | 23チーム                                     | 宮古島アララガマボーイズ（沖縄県宮古島市）                   | 7-0                                          | 久米島イーグルス（沖縄県久米島町）             |
| 第10回 | 2017年 | 沖縄県石垣島                                 | 23チーム                                     | 宮古島アララガマボーイズ（沖縄県宮古島市）                   | 1-0                                          | 石垣島選抜（沖縄県石垣市）                     |
| 第11回 | 2018年 | 鹿児島県種子島                               | 23チーム                                     | 佐渡市中学校選抜チーム（新潟県佐渡市）                       | 2-1                                          | 宮古島アララガマボーイズ（沖縄県宮古島市）     |
| 第12回 | 2019年 | 長崎県対馬島                                 | 26チーム                                     | 石垣島ぱいーぐるズ（沖縄県石垣市）                           | 3-1                                          | 壱岐市選抜（長崎県壱岐市）                     |
|        | 2020年 | 新型コロナウイルスの感染拡大の影響で開催中止 | 新型コロナウイルスの感染拡大の影響で開催中止 | 新型コロナウイルスの感染拡大の影響で開催中止                 | 新型コロナウイルスの感染拡大の影響で開催中止 | 新型コロナウイルスの感染拡大の影響で開催中止   |
|        | 2021年 | 同上                                         | 同上                                         | 同上                                                         | 同上                                         | 同上                                           |
| 第13回 | 2022年 | 新潟県佐渡島                                 | 23チーム                                     | 佐渡市中学校1・2年生選抜（新潟県佐渡市）                     | 2-1                                          | 新上五島町ファイブスターズ（長崎県新上五島町） |

- 第4回大会は雨天のため両チーム優勝

## NPB入団選手
- 菊地大稀（佐渡市）- 2021年育成ドラフト6位で読売ジャイアンツに入団[13]
- 大野稼頭央（龍郷町）- 2022年ドラフト4位で福岡ソフトバンクホークスに入団[14]
- 盛島稜大（宮古島市）- 2022年育成ドラフト14位で福岡ソフトバンクホークスに入団[14]